# Ondrej Krištofík
Ondrej Krištofík (ur. 10 września 1966 w Bratysławie) – słowacki piłkarz występujący na pozycji pomocnika, reprezentant Czechosłowacji i Słowacji.

## Kariera klubowa
Krištofík karierę rozpoczynał w 1987 roku w zespole VTJ Tábor, grającym w drugiej lidze czechosłowackiej. Jego barwy reprezentował przez dwa sezony, a potem przeszedł do pierwszoligowego Slovana Bratysława. W sezonie 1990/1991 wywalczył z nim wicemistrzostwo Czechosłowacji, a w sezonie 1991/1992 mistrzostwo Czechosłowacji. Od sezonu 1993/1994 wraz ze Slovanem występował w pierwszej lidze słowackiej. W sezonie 1993/1994 zdobył z nim mistrzostwo Słowacji oraz Puchar Słowacji.
W 1994 roku Krištofík odszedł do czeskiej Slavii Praga. Wywalczył wraz z nią wicemistrzostwo Czech w sezonie 1994/1995, a także mistrzostwo Czech w sezonie 1995/1996. W 1996 roku przeniósł się do izraelskiego Hapoelu Petach Tikwa, z którym w sezonie 1996/1997 został wicemistrzem Izraela. W 1998 roku odszedł do Spartaka Trnawa, gdzie w 1999 roku zakończył karierę.

## Kariera reprezentacyjna
W reprezentacji Czechosłowacji Krištofík zadebiutował 30 stycznia 1991 w wygranym 1:0 towarzyskim meczu z Australią, w którym strzelił też gola. W latach 1991–1992 w kadrze Czechosłowacji rozegrał 6 spotkań.
7 września 1994 w zremisowanym 0:0 spotkaniu eliminacji Mistrzostw Europy 1996 z Francją, zadebiutował w reprezentacji Słowacji. Do 1995 roku zagrał w niej 7 razy.